# F1 2018 (joc video)
F1 2018 este jocul video oficial al Campionatului Mondial de Formula 1 din 2018, dezvoltat și publicat de Codemasters. Jocul include toate cele douăzeci și unu de circuite din calendar și toți cei douăzeci de piloți și zece echipe care concurează în sezon. A fost lansat pe 24 august pentru Microsoft Windows, PlayStation 4 și Xbox One.

## Caracteristici
F1 2018 prezintă revizuiri substanțiale ale „Modului Carieră” în comparație cu sistemele anterioare. F1 2017 a introdus un sistem detaliat de progresie care a permis jucătorului să se concentreze pe dezvoltarea motorului, șasiului și aerodinamicii mașinii lor. Acest lucru a fost simplificat în F1 2018, deoarece cercetările Codemasters au demonstrat că jucătorii își pierd interesul pentru joc înainte de a finaliza ciclul de dezvoltare al mașinii.
Jucătorii își dezvoltă mașinile cheltuind „puncte de dezvoltare”, care sunt câștigate prin îndeplinirea obiectivelor de cercetare și dezvoltare în timpul sesiunilor de antrenamente libere. Codemasters a introdus în joc o gamă mai largă de programe de antrenament gratuit, în încercarea de a extinde longevitatea jocului. La jumătatea fiecărui campionat, jucătorul are opțiunea de a-și încheia ciclul de dezvoltare și de a încasa toate punctele de dezvoltare viitoare pentru următorul campionat. Această funcție are o importanță reînnoită în F1 2018, deoarece echipele sunt supuse unor modificări de reglementări la sfârșitul fiecărui campionat, ceea ce poate compromite performanța mașinii.
Ca și în cazul titlurilor anterioare, F1 2018 include „Mașini Clasice”, acestea fiind mașini de Formula 1 din sezoanele precedente. Jocul include mașini mult mai vechi care datează din anii 1970, cum ar fi Lotus 72D din 1972, care l-a dus pe Emerson Fittipaldi la primul său campionat mondial, McLaren M23 și Ferrari 312T, care au fost conduse de James Hunt și Niki Lauda în timpul campionatului din 1976; ediția specială include Brawn BGP 001, mașina cu care Jenson Button și Brawn GP au câștigat campionatele Mondiale ale Piloților și Constructorilor din 2009; și Williams FW25, mașina cu care Juan Pablo Montoya a terminat pe locul al treilea în campionatul din 2003. Toate mașinile clasice care au fost prezentate în F1 2017 sunt incluse în F1 2018.
Deoarece jocul se bazează pe campionatul din 2018, Circuitul Paul Ricard și-a făcut debutul în serie. Hockenheimring, care a fost prezentat ultima dată în F1 2016, a revenit în joc.
Tot datorită reglementărilor din 2018, sistemul de protecție halo își face debutul în jocurile de F1.
Piesa tematică oficială a F1, compusă de Brian Tyler, își face debutul și în jocurile F1 în anumite părți, cum ar fi scena de introducere a jocului, precum și scenele precursă și postcursă.
Jocul are și un mod multiplayer online. Există diferite ligi care impun jucătorului să obțină un număr obligatoriu de trofee pentru a ajunge. Jucătorul poate câștiga sau pierde trofee în funcție de performanța lor în aceste curse online. Acțiuni precum tăierea virajelor sau ciocnirea cu alte mașini au un efect negativ asupra „Evaluării de Siguranță” a jucătorului.

## Recepție
F1 2018 a fost cel mai bine vândut joc din Regatul Unit în prima săptămână de vânzare. În Japonia, versiunea pentru PlayStation 4 a vândut 5.517 de copii în prima săptămână de lansare. A fost, de asemenea, cel mai bine vândut joc fizic din Europa, Orientul Mijlociu și Africa pe parcursul săptămânii începând cu 26 august 2018 și al doilea cel mai bine vândut joc digital în aceeași săptămână.